# David Dellucci
David Michael Dellucci (né le 31 octobre 1973 à Bâton-Rouge, Louisiane, États-Unis) est un ancien joueur de la Ligue majeure de baseball qui évolue comme joueur de champ extérieur de 1997 à 2009. Il fait partie de l'équipe des Diamondbacks de l'Arizona championne de la Série mondiale 2001.

## Carrière

### Scolaire et universitaire
Dellucci est diplômé de l'école secondaire catholique de Bâton-Rouge en 1991 pour lequel il joue avec talent au baseball et au football américain. Il est désigné athlète de niveau secondaire de l'année en 1991 et est introduit au Catholic High Scholl Hall of Fame en 2001.
En universitaire, il porte les couleurs des Ole Miss Rebels en baseball avec lesquels il gagne deux sélections All-American en 1994 et 1995. 

### Professionnelle
Repêché par les Orioles de Baltimore en 1995, Dellucci débute en ligue majeure dès le 3 juin 1997. Il ne reste pas à Baltimore car il est sélectionné par les Diamondbacks de l'Arizona à l'occasion de la draft d'expansion en 1997. Il joue cinq saisons à Phoenix avec les Diamondbacks et remporte la Série mondiale 2001.
Transféré chez les Yankees de New York en cours de saison 2003, il achève la asison avec les Yanks mais est transféré aux Rangers du Texas dès l'intersaison 2003-2004.
Il frappe 29 coups de circuit et compte 65 points produits en 2005 avec les Rangers avant de signer chez les Phillies de Philadelphie. Il y reste une saison (2006).
Les Indians de Cleveland annoncent le 28 novembre 2006 la signature d'un contrat de trois ans pour 11,5 millions de dollars. Il ne prend part qu'à 56 matches durant la saison 2007, avec 178 passages au bâton et une moyenne de .230, très loin des .292 enregistrés lors de saison chez les Phillies.
Il est transféré chez les Blue Jays de Toronto le 10 juin 2009. Il joue principalement en Ligue mineures s ous les couleurs des Las Vegas 51s. Il prend part à 8 huit matches en Ligue majeure avec Toronto.